# Biologija u 1773.
◄◄ | ◄ | 1770. | 1771. | 1772. | 1773.  | 1774. | 1775. | 1776. | ► | ►►
Arhitektura • Astronomija • Biologija • Glazba • Kazalište • Kemija • Kiparstvo • Knjige • Književnost • Kršćanstvo • Medicina • Politika • Pravo • Promet • Slikarstvo • Znanost
Biologija u 1773.

## Svijet

### Rođenja
- 21. prosinca − Robert Brown, škotski botaničar († 1858.)

## Vanjske poveznice
|  | Zajednički poslužitelj ima još gradiva o temi Biologija |